# Ambohimana
Ambohimana is een plaats en commune in Madagaskar, behorend tot het district Vondrozo. Tijdens de laatste volkstelling (2001) telde de plaats 5.002 inwoners. 
De plaats biedt alleen lager onderwijs. 98% van de inwoners werkt in de landbouw, de belangrijkste landbouwproducten zijn bonen en rijst;  andere belangrijke producten zijn cassave en koffie. In de dienstensector werkt 2% van de inwoners. 